# Viaduc de Cize-Bolozon
Le viaduc de Cize-Bolozon est un pont ferroviaire et routier qui traverse la rivière l'Ain et relie la commune de Bolozon (hameau de Daranche, sur la rive Est ou gauche) à celle de Corveissiat (sur la rive Ouest ou droite), toutes deux situées dans le département de l'Ain. Le territoire de la commune de Cize est situé plus au sud.
Il a été remis en service en 2010 pour les trains, après une interruption de circulations liée aux travaux de remise en service de la ligne du Haut-Bugey, sur laquelle roulent des TGV Lyria reliant Paris et Genève et des TER de Bourg-en-Bresse vers La Cluse et Oyonnax.

## Situation ferroviaire

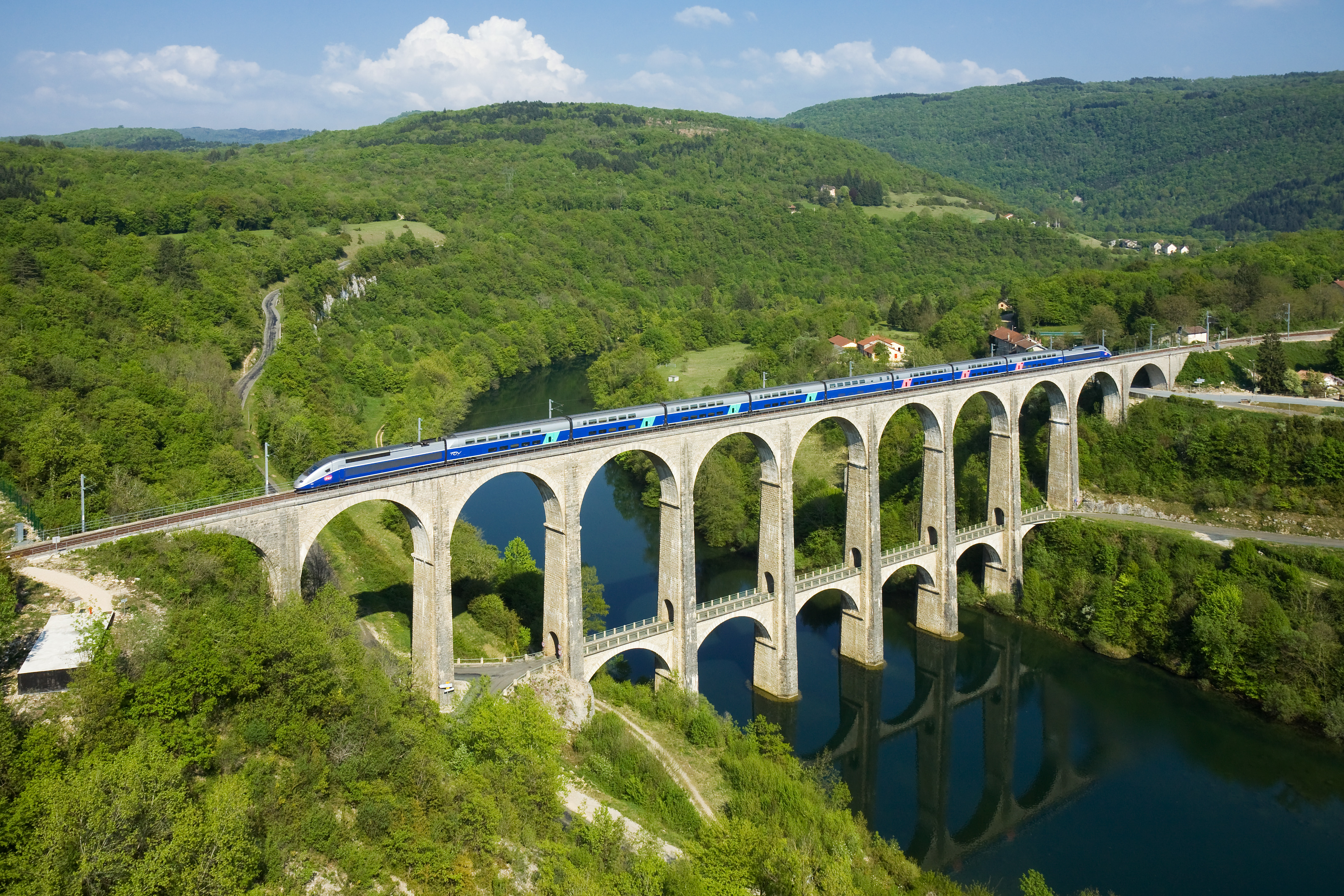
Un TGV Duplex de la SNCF passe sur le viaduc au-dessus de l'Ain.

Il est situé entre les points kilométriques (PK) 24,634 et 24,903 de la ligne de Bourg-en-Bresse à Bellegarde entre le tunnel de Racouse (1 689 m) et la gare de Cize - Bolozon. D'une longueur de 269 m.

## Caractéristiques
Le viaduc de Cize-Bolozon possède deux niveaux, le niveau inférieur étant parcouru par les voitures et le niveau supérieur par les trains. Ce viaduc de 273 mètres de long est composé de onze arcades disposées sur les deux niveaux et d'une hauteur maximale de 73 mètres.

## Histoire
La Compagnie des Dombes et des chemins de fer du Sud-Est met en chantier un premier viaduc en 1872, il est mis en service en 1875 pour la ligne du Haut-Bugey avec un coût de 339 000 FF de l'époque. 
À la fin de la Seconde Guerre mondiale, l'ouvrage subit le sort des ponts ayant une importance stratégique : il est détruit à la dynamite, des maquisards faisant sauter la pile n° 1, le 12 juillet 1944 croyant limiter les dégâts ; cependant par effet domino dix des onze arches vont s'effondrer. Après le conflit, les autorités optent pour une reconstruction à l'identique. Le chantier dure deux ans, de 1945 à 1946, des prisonniers allemands y auraient participé . Ce nouveau pont n'est néanmoins mis en service que le 14 mai 1950 et inauguré quelques jours après, le 19 mai. Cette reconstruction est entièrement filmée par le cinéaste André Périé pour la Société Centrale Cinématographique de la SNCF.

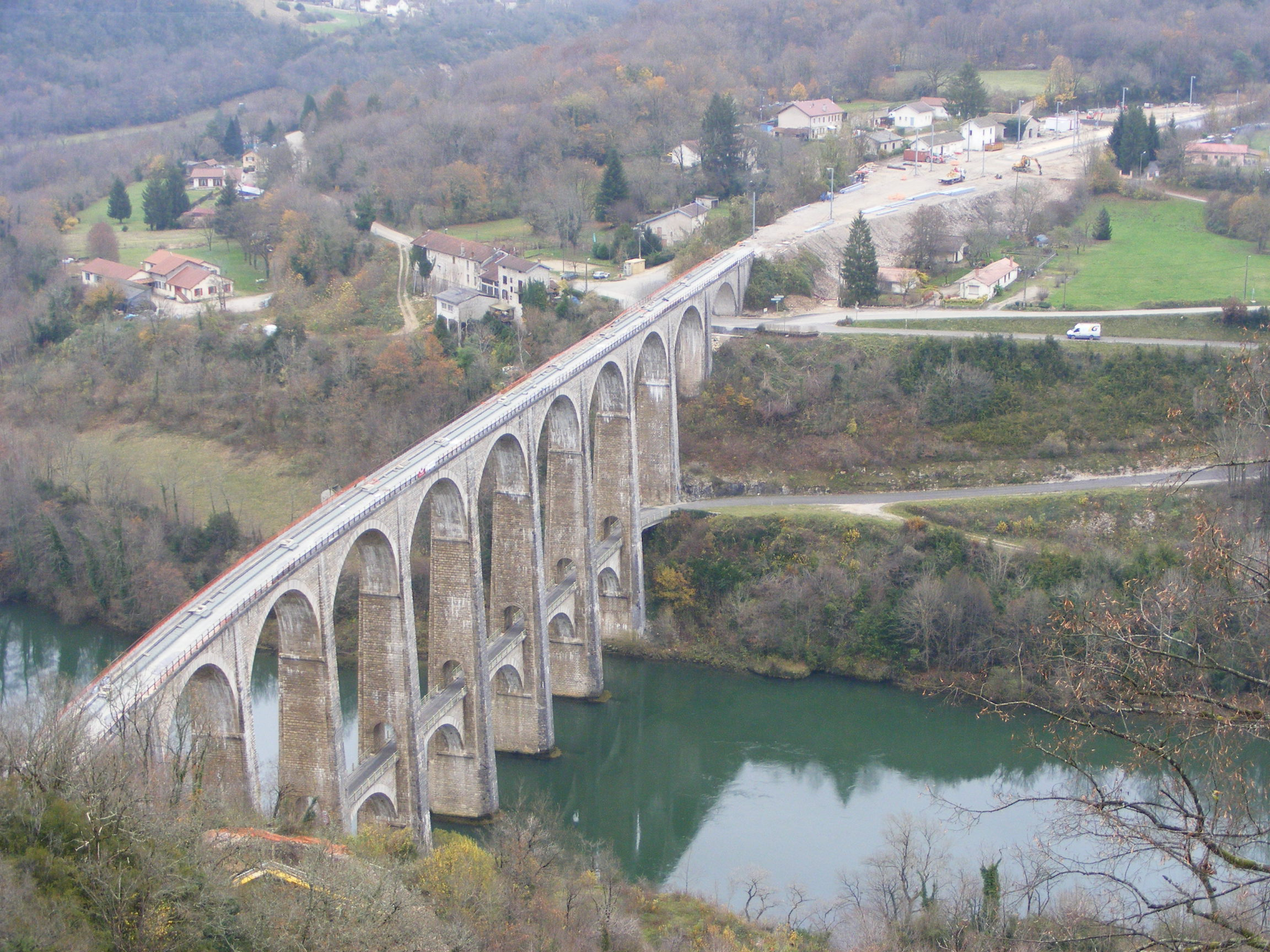
Le viaduc pendant les travaux de la ligne du Haut-Bugey.

Au début des années 2000, le pont est de nouveau sans trafic ferroviaire, car dans le cadre d'une amélioration de la relation Paris - Genève en TGV, il a été décidé de faire passer ce trafic par la ligne du Haut-Bugey. Les travaux de modernisation sont entrepris à partir de 2007 sur l'ensemble de la voie. Le pont lui-même, considéré comme emblématique de la ligne, est examiné et déclaré suffisamment en bon état par les ingénieurs pour pouvoir être simplement rénové. Les travaux consistent notamment dans l'étanchéité complète de l'ouvrage et la remise à neuf du tablier. Selon certains élus, l'ouvrage se dégraderait à cause d'une mauvaise gestion des eaux de ruissellement, à la suite des travaux réalisés par Réseau ferré de France entre 2007 et 2010. Cette conclusion est contestée par RFF.